# أفام لخذيرات
أفام لخذيرات هي مدينة تقع على بعد 670 كلم من انواكشوط في موريتانيا وهي تابعة لولاية العصابة وتقغ شرق عاصمة الولاية على بعد 70 كلم وهي تابعة لبلدية أغورط ، يبلغ عدد سكانها حوالي 3000 نسمة يعتمد سكانها على التنمية والزراعة وكذالك التجارة، وهي واقعة على طريق الأمل الرابط بين كيفة و لعيون، تتميز بمناظرها الخلابة وخاصة في فصل الخريف.
تم تأسيسها عام 1982

## وصلات خارجية
- موقع بمعلومات عن أفام لخذيرات